# Trevligt folk
Trevligt folk är en svensk dokumentärfilm från 2015 regisserad av Karin af Klintberg och Anders Helgeson efter manus av Filip och Fredrik, af Klintberg och Helgeson. Filmen hade världspremiär på Göteborg Film Festival den 24 januari 2015.

## Handling
Som första afrikanska lag någonsin har Somalia precis anmält sig till bandy-VM. De unga spelarna bor dock inte i Somalia. De bor i Borlänge. Och ingen av dem har någonsin stått på ett par skridskor. VM i Sibirien börjar om sex månader.